# Can Barris
Can Barris és un gran casal del terme municipal de la Vajol, a la comarca catalana de l'Alt Empordà.
Està situat a un quilòmetre de la Vajol, i està inclòs en l'Inventari del Patrimoni Arquitectònic de Catalunya. És de forma rectangular, aixecat sobre la roca mare. Consta d'un baix, que antigament estava destinat a quadres per al bestiar, amb la planta noble al damunt i, encara, un pis superior. Una gran eixida dona a migdia, a la façana principal, aguantada per dues grans arcades de granit. Al costat de llevant s'aixeca sobre una edificació molt més vella. Les finestres són rectangulars, emmarcades per carreus de pedra granítica. Aquest casal ha estat restaurat recentment, així com les edificacions del seu voltant.
Al Mas Barris tingué lloc la darrera recepció oficial de la Segona República i és el lloc on s'allotjà el batalló de la guàrdia presidencial. D'allí sortiren cap a l'exili, en direcció al Coll de Lli, Azaña i el seu seguici el 5 de febrer del 1939.